# Calvia quindecimguttata
Calvia quindecimguttata is een kever uit de familie van de lieveheersbeestjes (Coccinellidae), voor het eerst beschreven door Fabricius in 1777. De kever wordt 5 tot 6,5 mm lang. 
De soort komt voor in het Palearctisch en Oriëntaals gebied. In Nederland is de soort niet waargenomen; uit België is wel een waarneming bekend.